# Liste du patrimoine immobilier classé de Silly
Cette page regroupe l'ensemble du patrimoine immobilier classé de la ville belge de Silly.
| Objet | Année de construction / Architecte | Adresse   | Section communale | Coordonnées                      | Numéro d’inventaire | Illustration |
| --- | ---------------------------------- | --------- | ----------------- | -------------------------------- | ------------------- | --- |
| Vallon situé à la lisière sud-occidentale du bois de Cambron au lieu-dit L'Ermitage à Silly |                                    | Silly     |                   | 50° 37′ 16″ nord, 3° 57′ 44″ est | 55039-CLT-0002-01   | Image manquanteTéléverser |
| Les parties les plus anciennes, à savoir: la nef principale, la nef latérale gauche et la tour de l'église de Bassilly (M) ainsi que l'ensemble formé par ladite église, le cimetière, l'allée de tilleuls et le mur de clôture, à Bassilly (S) |                                    |           |                   | 50° 40′ 22″ nord, 3° 56′ 11″ est | 55039-CLT-0003-01   | Image manquanteTéléverser |
| L'église Saint-Amand à Hellebecq |                                    | Hellebecq |                   | 50° 39′ 47″ nord, 3° 53′ 20″ est | 55039-CLT-0004-01   | L'église Saint-Amand à Hellebecq |
| L'église Saint-Maurice, à Hoves |                                    | Hoves     |                   | 50° 40′ 14″ nord, 4° 02′ 07″ est | 55039-CLT-0005-01   | L'église Saint-Maurice, à Hoves |
| Site formé par l'église Saint-Maurice à Hoves, le cimetière qui l'entoure et le vieux mur de clôture de ce dernier |                                    | Hoves     |                   | 50° 40′ 13″ nord, 4° 02′ 05″ est | 55039-CLT-0006-01   | Site formé par l'église Saint-Maurice à Hoves, le cimetière qui l'entoure et le vieux mur de clôture de ce dernier |
| La motte située à proximité de la ferme-château et de l'église à Silly |                                    |           |                   | 50° 40′ 15″ nord, 4° 02′ 05″ est | 55039-CLT-0007-01   | Image manquanteTéléverser |
| La façade et les toitures du château de Thoricourt, des dépendances et de l'orangerie; l'intérieur et l'extérieur de la chapelle; le pilori (M) ainsi que l'ensemble formé par le château et le parc qui l'entoure (S) |                                    |           |                   | 50° 37′ 02″ nord, 3° 57′ 11″ est | 55039-CLT-0008-01   | La façade et les toitures du château de Thoricourt, des dépendances et de l'orangerie; l'intérieur et l'extérieur de la chapelle; le pilori (M) ainsi que l'ensemble formé par le château et le parc qui l'entoure (S) |
| Tour du château de Launois, à Silly |                                    | Silly     |                   | 50° 36′ 51″ nord, 3° 57′ 34″ est | 55039-CLT-0010-01   | Image manquanteTéléverser |
| Les bâtiments anciens situés à l'entrée de la propriété du château d'Enghien, notamment les anciennes écuries, le pavillon Edouard, la porte des esclaves, la chapelle et le pavillon dit Pavillon des Sept Etoiles (M) ainsi que l'ensemble formé par le château, ses dépendances et les terrains avoisinants (S) (+ ENGHIEN/Marcq, Enghien et Petit-Enghien) |                                    |           |                   | 50° 41′ 32″ nord, 4° 02′ 27″ est | 55039-CLT-0013-01   | Image manquanteTéléverser |
| Le pavillon des Sept Etoiles (M) et le parc du Château d'Arenberg, limité à la partie reprise au plan de secteur en zone de parc, à l'exclusion des parcours de golf (S) (+ ENGHIEN/Marcq, Enghien et Petit-Enghien) |                                    |           |                   | 50° 41′ 16″ nord, 4° 02′ 50″ est | 55039-PEX-0001-01   | Image manquanteTéléverser |